# Vera Uljakina
Vera Aleksandrovna Uljakina, coniugata Vetrova (in russo Вера Александровна Улякина-Ветрова?; Nižnij Novgorod, 21 agosto 1986), è una pallavolista russa.
Gioca nel ruolo di palleggiatrice.

## Carriera
La carriera da professionista di Vera Uljakina inizia nel 2002, tra le file dello Stinol: fino al 2005 fa parte della seconda squadra. durante questo periodo fa parte della nazione juniores russa con la quale vince la medaglia di bronzo al campionato europeo juniores 2004. Dal 2006 entra a far parte della prima squadra del Lipeck e nello stesso anno ottiene anche la sua prima convocazione in nazionale maggiore.
Nella stagione 2009-10 viene ingaggiata dalla Dinamo-Kazan, vincendo la Coppa di Russia ed il campionato. Nel 2010 con la nazionale vince il campionato mondiale, venendo impiegata come palleggiatrice di riserva.
Nella stagione 2011-12 passa alla Dinamo Mosca, con la quale vince la coppa di Russia 2011; dopo una stagione di inattività per maternità, nel campionato 2013-14 ritorna a giocare nella Dinamo Mosca, aggiudicandosi in cinque stagioni tre campionati, una Coppa nazionale e una Supercoppa. Al termine dell'annata 2017-18 annuncia una nuova pausa dall'attività agonistica per problemi familiari.

## Palmarès

### Club
- Campionato russo: 4

2010-11, 2015-16, 2016-17, 2017-18
- Coppa di Russia: 3

2010, 2011, 2013
- Supercoppa russa: 1

2017

### Nazionale (competizioni minori)
- Campionato europeo juniores 2004

### Premi individuali
- 2011 - Coppa di Russia: Miglior palleggiatrice